# HD 179949 b
HD 179949 b는 궁수자리 방향으로 지구로부터 약 88.2광년 떨어진 곳에 있는 외계 행성이다. 앵글로-오스트레일리안 천문대(en)의 관측 장비를 활용하여 크리스 틴니(en), 폴 버틀러(en), 제프리 마시(en)에 의해 2000년 12월 16일에 발견되었다. b의 어머니 항성 HD 179949(en)는 태양보다 조금 더 뜨겁고 밝은, F8 분광형의 주계열성이다. b는 HD 179949로부터 불과 0.04 천문단위 떨어져 있어 1회 공전에 걸리는 시간은 약 3일에 불과하다.
HD 179949 b의 자기장은 어머니 항성 HD 197749의 위도 30도 부분에 밝은 점을 만들고 있으며, 이 점은 궤도경사각 87도를 그리면서 회전하고 있다. 만약 b가 83~97도 각도로 항성을 돌 경우 지구 관측자는 이 행성이 항성 표면을 지나가면서 빛을 가리는 것을 볼 수 있을 것이다. 표면 통과 현상이 관측되지 않았기 때문에 b의 궤도경사각은 83도 이하일 것이다(그러나 이보다 많이 작지는 않을 것이다). 질량 또한 목성의 0.923±0.077배보다 크게 무겁지는 않을 것이다. 특이한 점은, b는 항성에 매우 가까이 붙어 있음에도 조석적으로 고정되어 있지 않다. 이는 행성의 한 쪽이 항성만을 바라보지 않음을 뜻하며, b에서 바라본 항성은 지평선에서 떠올라서 반대쪽으로 지는 것처럼 보인다는 것을 의미한다.(보통의 뜨거운 목성 표면에서 바라본 어머니 항성은 하늘의 한 장소에 박혀서 움직이지 않는 것처럼 보인다)
만약 b가 온실 효과나 조석 효과 영향을 받지 않는다고 가정하면 본드 반사율은 0.1에 표면 온도는 1533 켈빈이 나온다. 이는 HD 209458 b (1392K)보다 뜨거우며 HD 149026 b와 비슷한 수치이다.
흡수성 있는 구름층이 관측되지 않은 점으로 미루어 보아, HD 179949 b에는 성층권이 없는 것으로 보인다.

## 참고 문헌
- Tinney;  외. (2001). “First Results from the Anglo-Australian Planet Search: A Brown Dwarf Candidate and a 51 Peglike Planet”. 《The Astrophysical Journal》 (영어) 551 (1): 507–511. doi:10.1086/320097.
- Butler;  외. (2006). “Catalog of Nearby Exoplanets”. 《The Astrophysical Journal》 (영어) 646 (1): 505–522. doi:10.1086/504701. 2019년 12월 7일에 원본 문서에서 보존된 문서. 2009년 6월 21일에 확인함.